# Harry Clasen
Harry Clasen (* 26. Dezember 1935) ist ein ehemaliger deutscher Fußballspieler, der für den VfB Lübeck und Phönix Lübeck insgesamt 250 Spiele in der erstklassigen Oberliga Nord und der zweitklassigen Regionalliga Nord absolvierte. Er spielte von 1957 an mehrere Jahre für den VfB Lübeck und war über längere Zeit Mannschaftskapitän der Lübecker. Hinter Karl Wenzel ist er Rekordtorschütze für den VfB Lübeck in dessen Erstligazeit.

## Karriere
Clasen begann das Fußballspielen zunächst beim VfB Lübeck, ehe er zum VfL Vorwerk ging und dort seine weiteren Jahre als Jugendfußballer verbrachte. 1957 wechselte der junge Erwachsene wieder zum VfB und spielte dort zunächst in der Reservemannschaft, ehe er bereits nach wenigen Spielen in den Kader der ersten Mannschaft berufen wurde, die zum damaligen Zeitpunkt in der erstklassigen Oberliga Nord spielte und entwickelte sich dort zum Stammspieler. Sein erstes Spiel absolvierte Clasen beim 3:2-Sieg über Eintracht Nordhorn, bei dem er sofort sein erstes Tor erzielen konnte. In 16 weiteren Spielen erzielte der Läufer zwei weitere Tore (davon eines beim 8:3-Sieg über Werder Bremen), die den VfB aber nicht vor dem Abstieg in die zweitklassige Amateurliga Schleswig-Holstein bewahrten. Während der Saison stieg Clasen zum Mannschaftskapitän auf.
Da der VfB sich zu einer Fahrstuhlmannschaft entwickelte, spielte Clasen mehrere Aufstiegsrunden, die mit seiner Beteiligung immer erfolgreich für seinen Verein verliefen. In der Oberligaaufstiegsrunde 1959 gehörte er neben Torhüter Albert Felgenhauer, Stopper Lothar Kröpelin und Halbstürmer Rolf Gieseler als Mittelstürmer der erfolgreichen VfB-Mannschaft an, welche am 24. Mai 1959 mit einem 2:0-Heimerfolg gegen den Hauptkonkurrenten VfB Oldenburg die Weichen zum Aufstieg stellte. Beim abschließenden 1:0-Auswärtserfolg am 31. Mai beim Eimsbütteler TV zeichnete sich Clasen als Torschütze aus. Neben wichtigen Toren in den Aufstiegsrunden war Clasen auch maßgeblich an einem 3:2-Sieg über Werder Bremen beteiligt, als er für Günter Schütt zwei der drei Tore vorbereiten konnte.
Während seiner Oberligazeit, in der er 25 Tore erzielte, hatte Clasen Angebote vom FC St. Pauli und von Hannover 96. Der VfB Lübeck schaffte es dabei, einen so gut wie feststehenden Wechsel zu den Hamburgern zu verhindern, indem er Clasen einen Arbeitsplatz bei einem Lübecker Unternehmen vermittelte und bei der Wohnungssuche Harry Clasens half.
Ab 1963 spielte er in der nunmehr zweitklassigen Regionalliga Nord. In den sechs Spielzeiten absolvierte er 138 Spiele, in denen er neun Tore erzielen konnte. Nachdem er fünf Spiele in der Regionalligaspielzeit 1968/69 absolviert hatte, wurde er durch eine Magenoperation gestoppt und konnte, obwohl er weiterhin im Kader stand, kein weiteres Spiel mehr für den VfB absolvieren, der sich im selben Jahr für die Aufstiegsrunde zur Bundesliga qualifizieren konnte und dort scheiterte. 1970/71 spielte er noch acht Mal für Phönix Lübeck und erzielte dabei ein Tor.
Clasen ist seit mehr als fünfzig Jahren verheiratet und hat zwei Kinder sowie vier Enkelkinder. Der Linksfuß galt während seiner aktiven Zeit als ein sehr vielseitiger Spieler; er wurde am häufigsten als Außenläufer und als Mittelstürmer eingesetzt. Zusammen mit Albert Felgenhauer, Max Hoppe und Karl Wenzel gehört er zu den wichtigsten Spielern des Vereins in dessen Oberligazeit.

## Erfolge
- Teilnahme an der erstklassigen Oberliga Nord
- Teilnahme an der Aufstiegsrunde zur Bundesliga[6]

## Verweise, Anmerkungen und Quellen
1. ↑  Angegeben sind nur Spiele und Tore in der Oberliga und Regionalliga Nord
2. ↑  Die so genannte 1b-Mannschaft
3. ↑  1958/59 und 1961/62 die Aufstiegsrunde zur Oberliga Nord, 1962/63 die Aufstiegsrunde zur Regionalliga Nord
4. ↑  Harald Igel (Deutscher Sportclub für Fußballstatistiken, Hrsg.): Oberliga Nord 1947 bis 1963, Band 2: 1956 bis zur Bundesliga. Sulingen 2023, S. 130/131
5. ↑  Bericht auf shz.de, abgerufen am 7. Dezember 2009
6. ↑  kein Einsatz, nur im Kader

| Personendaten    | Personendaten            |
| ---------------- | ------------------------ |
| NAME             | Clasen, Harry            |
| KURZBESCHREIBUNG | deutscher Fußballspieler |
| GEBURTSDATUM     | 26. Dezember 1935        |